# Гори моря та гіганти
«Гори моря та гіганти» (1924 р.) — експериментальний, візіонерський роман Альфреда Дебліна (нім. Alfred Döblin).

## Історія створення
Вперше роман вийшов 1924 року у видавництві «S. Fischer» в Берліні. 1932 року автор підготував і випустив у світ значно перероблений, модифікований та скорочений варіант цього твору під назвою «Гіганти». Надалі перевидавалася лише перша версія роману.

## Художні особливості
Стилістика «Гір морів і гігантів» експериментальна. Зокрема, в тексті роману використовується авторська пунктуація, що видно вже в заголовку роману, у якому однорідні члени речення при перерахуванні не відокремлюються комою. Художні особливості роману дозволяють віднести його до літератури експресіонізму. Жанр твору не піддається визначенню в рамках класичного поділу — у творі можна побачити ознаки філософського роману-антиутопії, наукової фантастики, пародії.

## Сюжет
Роман поділяється на дев'ять книг.

Дія роману віднесена до майбутнього і займає кілька тисяч років. Йдеться про розвиток людства протягом кількох віків з 23. аж до 28. століття. Оповідання ведеться виходячи зі спогадів про ситуацію, що склалася в 20- му сторіччі.

В романі йдеться про етнічні процеси і жіночий рух, про посилення технічної еліти і масову втечу з міст, про експедиції в Ісландію з метою використання її вулканів і про розтоплювання льодів Гренландії, про екологічну катастрофу та її подолання. 
Суперництво між Заходом і Сходом, яке прийшло в 23. столітті до рівноваги, в 27. столітті знову розбалансувалося і знайшло вираз в Уральській війні. Міграція з переможного Сходу і розпад політичного ладу у Європі і Північній Америці, а також просування деіндустріалізації, підштовхують до відкриття нових місць проживання на острові Гренландія. Танення льодовиків пробуджує до життя доісторичних чудовиськ, які, своєю чергою, борються з так званими гігантами — органічними потворами людей.

## Культурне значення
Читачі та критики сприйняли роман неоднозначно. Незвичайна форма і складність стилю зробили роман одним з найважчих для тлумачення творів своєї епохи. Існує кілька дослідницьких робіт, повністю присвячених інтерпретації «Гір морів і гігантів».
- Габріела Зандер писала, що роман — це «експеримент в плані мови, і в плані оповідної техніки; текст екстремальний і унікальний як для самого Деблина, так і для всієї історії німецької літератури»[1].
- Клаус Модик[de] назвав його одним «з найнечуваніших, найдивовижніших романів XX століття»[2].
- Фолькер Клотц, в передмові до роману писав: «Те, що тут розповідається і як розповідається, — ламає будь-яку масштабну лінійку, яку читач знаходить у своїй повсякденності і хотів би докласти до книги. Тимчасова шкала його, читача, біографії не може бути застосована до романної дії, яка охоплює багато століть. Так само і просторовий досвід окремої людини зіщулюється в зіставленні з місцем дії, що осягає відразу декілька континентів. А оскільки те, що описується в романі, ніколи в такому вигляді не відбувалося і лише гіпотетично може відбутися в якомусь дуже віддаленому майбутньому, читач не може застосувати для порівняння ні масштаб сучасних йому подій, ні масштаб тих подій, про які він знає з історії».

## Переклади українською
Публікацію першого українського перекладу роману Дебліна «Гори моря та гіганти» анонсувало видавництво Жупанського. Над перекладом роману працює Петро Таращук.